# Грот, Яков Карлович
Я́ков Ка́рлович Грот (15 [27] декабря 1812, Санкт-Петербург — 24 мая [5 июня] 1893, там же) — российский филолог. С 1840 года — профессор Императорского Александровского университета, с 1858 года — академик, с 1889 года — вице-президент Императорской Санкт-Петербургской академии наук. Действительный тайный советник (1890).

## Биография
Родился 15 (27) декабря 1812 года в семье коллежского советника Карла Ефимовича Грота. Мать — Каролина Ивановна Цизмер. Внук Иоахима Христиана Грота, обосновавшегося в 1760 году в Санкт-Петербурге и закончившего свою службу пастором лютеранской Екатерининской церкви на Васильевском острове. Всего в семье было четверо детей: Роза, Александр, Яков и Константин:8
Был направлен на учёбу в Царскосельский лицей по личному указанию императора Николая I. Окончил лицей в 1832 году с золотой медалью и поступил на службу в канцелярию Комитета министров, состоя в непосредственном ведении барона М. А. Корфа. После назначения Корфа государственным секретарём (1835) был переведён в его канцелярию.
В 1838 году состоялось знакомство с П. А. Плетнёвым и началось сотрудничество в «Современнике».
В 1840 году был назначен чиновником особых поручений при графе Ребиндерге и переехал в Финляндию. Занимался инспекцией финских школ по преподаванию русского языка. В это время опубликовал статью «О финнах и их народной поэзии» в журнале «Современник» (1840).
В 1841 году получил назначение профессором русской словесности и истории при Императорском Александровском (Гельсингфорсском) университете; лекции читал на шведском языке. По поручению университетского Совета организовал отдельную русскую библиотеку.
В 1847 году предпринял путешествие по Финляндии, опубликовав по его окончании книгу «Переезды по Финляндии. Путевые записки» (Санкт-Петербург, 1847), проиллюстрированную шестью литографированными изображениями, выполненными русским художником-гравёром Лаврентием Серяковым. Впервые упомянул в этой книге о загадочном узнике тюрьмы в крепости Кексгольм.
В декабре 1852 года был избран в члены-корреспонденты Императорской Академии наук и в начале следующего года переехал в Петербург. Занял должность профессора словесности в Царскосельском лицее и, одновременно, был назначен преподавателем словесности немецкого языка, истории и географии к сыновьям цесаревича (впоследствии императора) Александра Николаевича: великим князьям Николаю и Александру Александровичам. В декабре 1865 года был избран в члены-корреспонденты Русского археологического общества. В 1869 году был признан Советом Санкт-Петербургского университета доктором русской словесности honoris causa
В 1858 году был утверждён академиком Императорской академии наук, а в октябре 1889 года — вице-президентом академии.
Скончался 24 мая (5 июня)  1893 года в Петербурге; похоронен на кладбище Воскресенского Новодевичьего монастыря (Средняя часть, дор. 6, уч. 41). На докладе о кончине Я. К. Грота Александр III написал: «Меня эта смерть весьма огорчила. Я знал Якова Карловича более 25 лет и привык любить и уважать эту достойную личность»:48.

## Научная деятельность

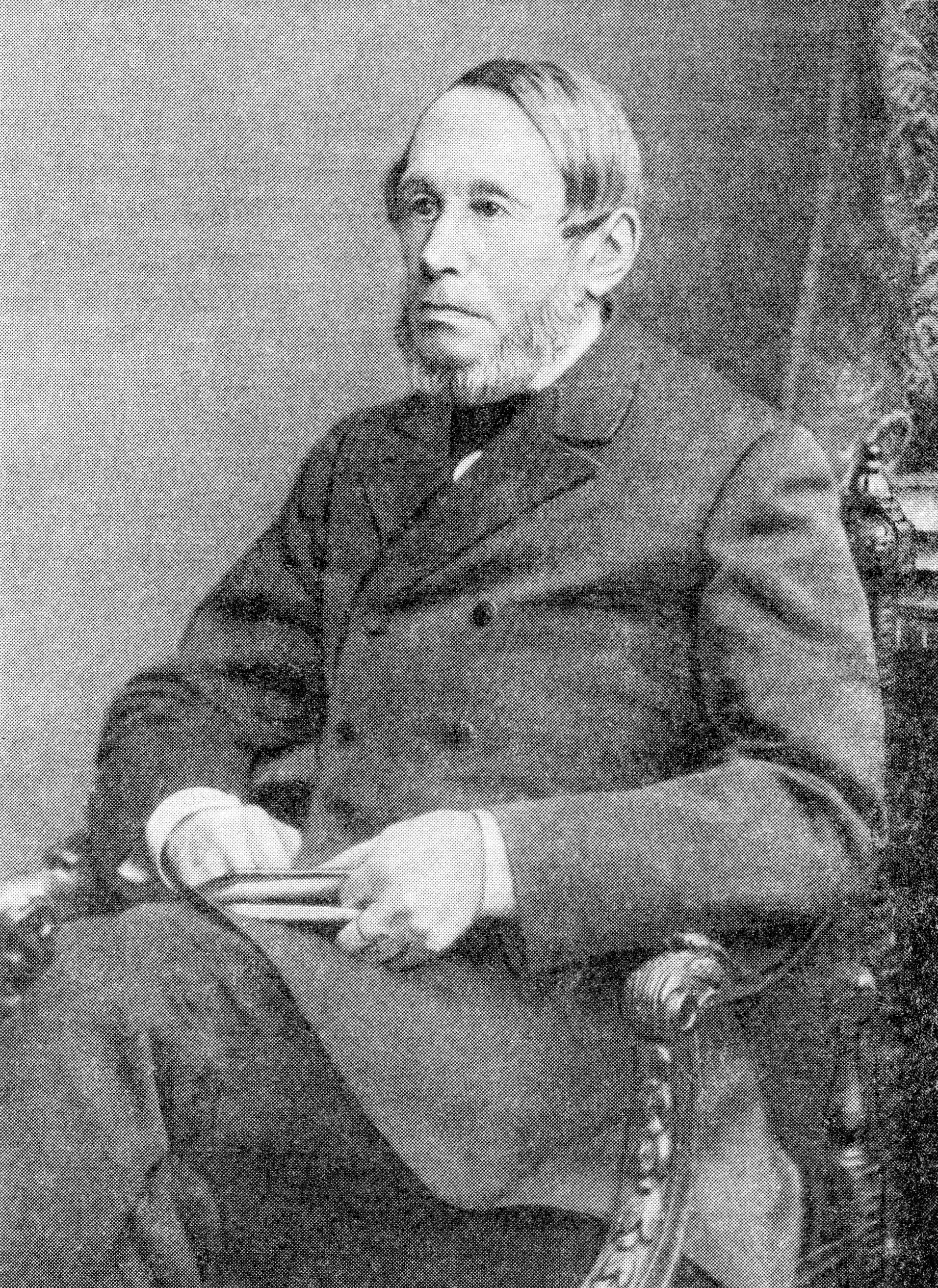
Яков Карлович Грот в 1880-х годах

Автор ряда трудов по истории русской словесности: «Филологические разыскания»; образцовое для своего времени научно-критическое с обширным комментарием издание сочинений Державина в 9 томах (1864—1883); издание сочинений Хемницера (1873); книга «Жизнь Державина»; исследование «Екатерина II» и другие. Изучал историю шведской и финской литературы, скандинавский фольклор и морфологию.
Известен своими работами в области русской орфографии. В работах «Спорные вопросы русского правописания от Петра Великого доныне (1873)» и «Русское правописание» (справочник, выдержавший 22 издания в 1885—1916), сформулировал основные принципы правописания — фонетический и историко-этимологический — а также предложил нормы русской (дореформенной) орфографии, по которым его пособие было наиболее авторитетным вплоть до реформы 1918 года, хотя не все его орфографические предложения в этот период соблюдались реально (например, написание вядчина вм. ветчина, діэта вм. діета). Работы Грота считаются первым теоретически обоснованным сводом правил русской орфографии. В них содержатся замечания о морфологической роли русского ударения.
Был также выдающимся лексикографом, начал издавать «Словарь русского языка» нормативного типа (вышло начало, буквы А-Д, 1891), занимался словарём и стилем отдельных писателей («Словарь к стихотворениям Державина», 1883), основал картотеку словарного сектора Института русского языка РАН.
Его труды неоднократно печатались в журналах «Филологические записки», «Русский филологический вестник».

### Научные заслуги
- Член Императорского Русского Исторического общества (1873)
- Член Императорского Общества истории и древностей российских (1876)
- Почётный член Юго-Славянской академии, Загреб (1879)
- Почётный доктор Лундского университета (1880)
- Почётный член Императорского Московского университета (1880)
- Почётный член Императорского Санкт-Петербургского университета (1882)
- Почётный член университета святого Владимира (1882)
- Почётный член Новороссийского университета (1882)
- Почётный член Казанского университета (1882)
- Член Королевского Уппсальского ученого общества (1885)
- Почётный член Чешского Национального музея (1886)
- Почётный член Хорватского Археологического общества (1886)
- Почётный член Общества любителей российской словесности (1886)
- Почётный член Общества любителей древней письменности (1891)
- Почётный член Общества любителей естествознания, антропологии и этнографии (1891)
- Почётный член Императорского Русского Археологического общества (1893)
- Член Готенбургского Королевского общества наук и словесности (1893)
- Почётный член Славянского Благотворительного общества (1893)

## Библиография

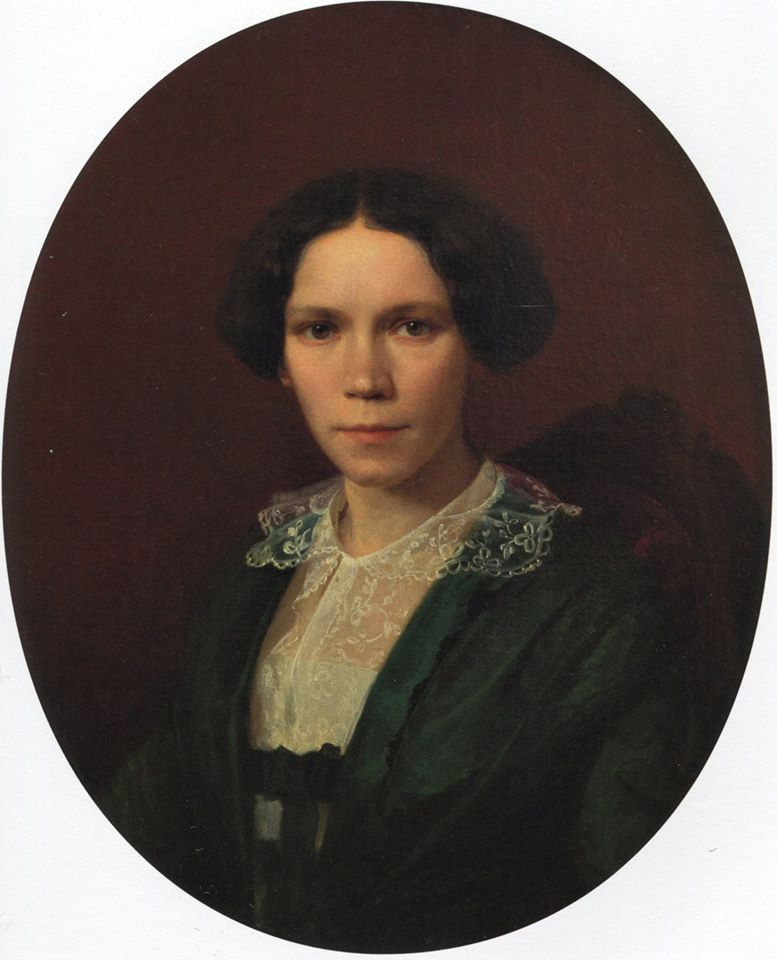
Портрет Натальи Петровны работы Й. Кёлера, 1856 г.

## Семья
Женился 24 февраля 1850 года на писательнице Наталье Петровне Семёновой (1828—1899):18, уроженке Рязанской губернии, дочери героя войны 1812 года писателя-драматурга Петра Николаевича Семёнова (1791—1832) и сестре известных деятелей и писателей Николая Петровича Семёнова и Петра Петровича Семёнова-Тян-Шанского. У них родились четыре сына и три дочери: Николай (1852—1899), Константин (1853—1934), Александр (1856—1857), Мария (1858—1872), Наталия (1860—1918), Елизавета (1863—1932) и Яков (1869—1874).

## Память
На фасаде Дома академиков в Санкт-Петербурге, расположенном по адресу: 7-я линия Васильевского острова, 2/1, лит. А, установлена мемориальная доска в память об ученом.